# 銀坑隕石坑

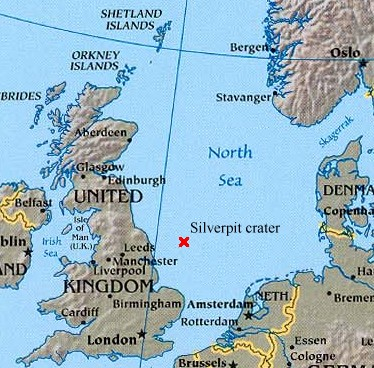
銀坑隕石坑的位置

銀坑隕石坑（英語：Silverpit crater）又音譯為西爾弗皮特隕石坑，是英国北海外海的海底地形，埋藏在北海海床之下，距英格蘭約克郡東岸約130公里，是以銀坑（Silver pit，北海海床的一處凹陷構造）為名。銀坑隕石坑是在一個例行石油勘探收集的地震数据的分析中被发现，並在2002年公佈消息。銀坑隕石坑最初被报道为英国首个已知的撞击隕石坑。但是，后来有科學家提出了其它的起源理論。科學家估計銀坑隕石坑的形成年代約為7,400萬年到4,500萬年前，相當於白堊紀晚期到始新世。

## 發現

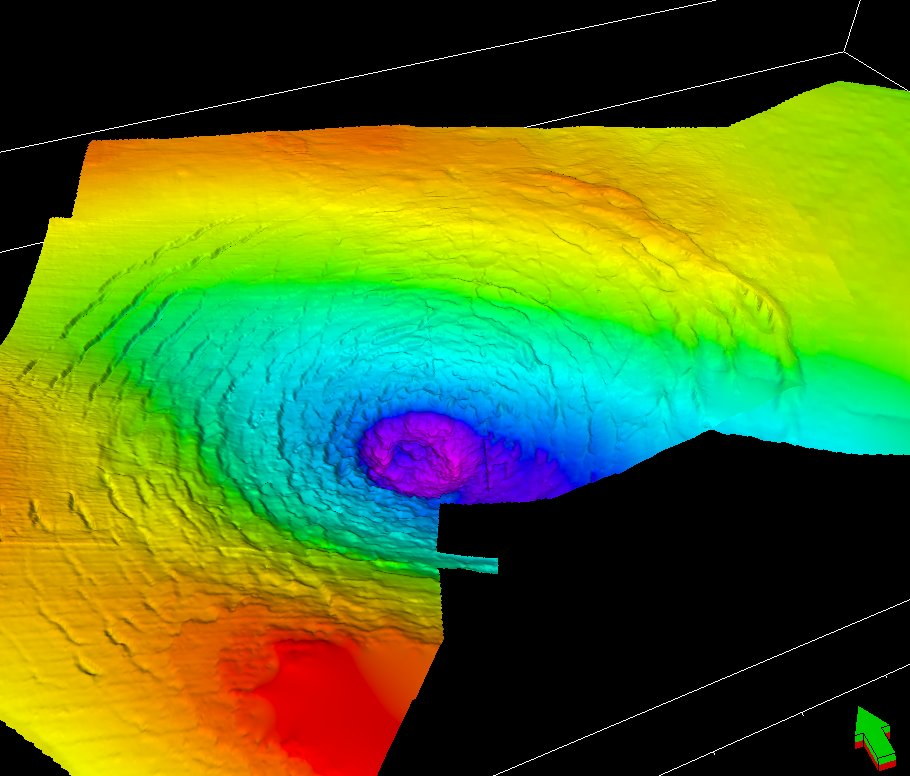
銀坑隕石坑的地形圖，呈現出中央高峰與多重同心環地形。紅/黃部份較淺，藍/紫部分較深

銀坑隕石坑是由英國石油（British Petroleum）的石油地質學家西蒙·斯圖爾特（Simon Stewart）與Production Geoscience有限公司的菲利普·艾倫（Philip Allen）所發現。菲利普·艾倫在一次例行的石油勘探中，用震波反射尋找天然氣沉積層，發現在北海的海床之下，埋藏者一個同心圓環結構地形，距離英國約130公里。雖然該地形貌似撞擊隕石坑，但菲利普·艾倫沒有鑒定隕石坑的經驗，所以他將該地形的影像掛在辦公室的牆上，希望有人能辨認出這個地形。英國石油的西蒙·斯圖爾特為了不相干的事前往Production Geoscience有限公司，而看見這個影像，認為這是個隕石坑。兩人的撞擊理論研究，發表在2002年的《自然》（Nature）雜誌。
銀坑隕石坑是以所在處的銀坑魚場為名。銀坑魚場是由當地漁夫命名的，因為該處下方的海床有大型的橢圓形凹陷地形，科學家認為該處以前是個史前河谷，形成於海平面相當低的冰河期。
早在宣布發現銀坑隕石坑的三年前，已有推測認為北海的地震資料可發現一個隕石坑的存在。這個推測是根據地表的隕石坑分佈率，以及北海的面積大小，推測出北海應可發現一個隕石坑。
銀坑隕石坑位於海床之下，覆蓋者一層厚達1,500公尺厚的沉積層，該沉積層位在北海之下約40公尺深處。研究顯示該隕石坑形成時，該地區位於海底約50到300公尺深處。

## 起源
地質學界目前對於銀坑隕石坑的起源仍在爭論中，除了撞擊事件造成的隕石坑，其他的形成理論有坳陷鹽地形、拉裂的盆地，質疑該地形是否為隕石坑。

### 撞擊理論
當菲利普·艾倫與西蒙·斯圖爾特發現銀坑隕石坑時，他們否定了撞擊理論以外的其他可能。因為地形中央沒有磁力反應，火山活動被排除，如果有岩漿活動，應該會偵測到異常磁力。某些被認為是隕石坑的地形，被發現其實是坳陷鹽地形；但因為銀坑隕石坑下方的二疊紀/三疊紀地形沒有類似的變動，而被排除。另一撞擊理論的強力證據，則是該地形中央有尖峰，除了小行星撞擊以外很難形成。

### 其他理論
在2004年，愛丁堡大學的地質學家約翰·R·昂德希爾（John R. Underhill）提出深部地層的塌陷可用來解釋銀坑隕石坑的成因。約翰·R·昂德希爾指出所有約2.5億年前的二疊紀地層都以向斜方式摺曲，而該處的二疊紀地層較薄，顯示該地形是在二疊紀時形成。
銀坑隕石坑的中央高峰，是撞擊理論的強烈證據，但約翰·R·昂德希爾提出質疑，他提出這中央高峰是圖像處理時修改過的。但是，菲利普·艾倫與西蒙·斯圖爾特後來再次利用地震波反射製圖，證實中央高峰的存在。
在2007年，約翰·R·昂德希爾再度提出證據，持續反對撞擊理論。在進行大面積的地震波研究後，約翰·R·昂德希爾提出銀坑隕石坑不過是二疊紀的眾多坳陷鹽地形之一。這個結果發布在2007年5月的美國石油地質協會會議（American Association of Petroleum Geologists）。
之後，約翰·R·昂德希爾持續以坳陷鹽地形的角度，研究銀坑隕石坑的形成成因，以及為何會形成類似隕石坑的形態。在2009年8月，他將論文發表在《石油地質科學》（Petroleum Geoscience）期刊。在2009年10月，倫敦地質學會（Geological Society of London）舉行公開辯論，討論銀坑隕石坑是否為撞擊事件造成的地形，會議的結果較偏向約翰·R·昂德希爾的坳陷鹽地形理論。。

## 結構

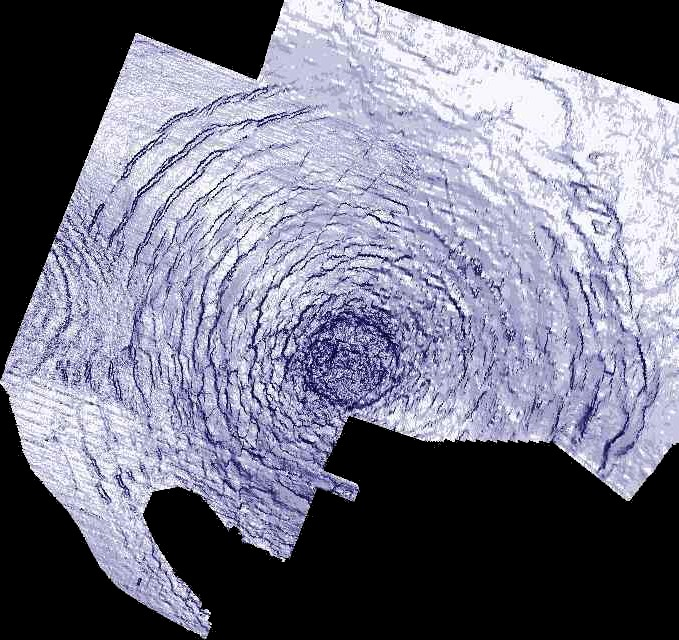
銀坑隕石坑的地形圖，根據菲利普·艾倫與西蒙·斯圖爾特的2005年地震波研究繪製

在白堊紀時期，銀坑隕石坑的直徑約3公里。相較於陸地的隕石坑，銀坑隕石坑的周圍有多個同心圓環，最外一圈的半經約10公里，相當不尋常。這些同心圓環結構，類似木衛四（Callisto）的瓦爾哈拉撞擊坑（Valhalla），以及木衛二（Europa）的其他隕石坑。正常來說，有多同心圓環的隕石坑，面積通常會比銀坑隕石坑大。如果撞擊理論正確，銀坑隕石坑的環狀山將是個爭議。另一個問題是目前已知的隕石坑都在陸地上，但有2/3的地表位在海洋中，所以水體撞擊的後果，將比陸地撞擊後果更難重建。與切薩皮克灣隕石坑（Chesapeake Bay impact crater）相比，銀坑隕石坑可能是研究最徹底的海洋撞擊地形。
多個同心圓環的另一可能成因，則是撞擊事件瞬間造成碗狀凹地，撞擊噴出的鬆軟岩屑會往中心降落，形成同心圓環。如果屬實，鬆軟岩屑將形成非常薄的地層，越接近表層的物質，更易碎。冰質衛星上的隕石坑，硬質岩層下常有鬆軟岩屑。但對岩質星體而言，這並不尋常。另一可能是，位於海床下方、銀坑隕石坑最上層的重疊白堊層，可能是撞擊造成的鬆軟岩屑。

## 撞擊事件
根據隕石坑的大小，可推算出撞擊物體的速度，以及撞擊物體的大小。根據銀坑隕石坑的大小，撞擊物體（以岩質物體計算）的寬度約120公尺，重量為2.0×109 公斤，撞擊速度將是每秒20到50公里。若是撞擊物體是彗星，造成的隕石坑將更大。
造成希克蘇魯伯隕石坑的撞擊物體，直徑估計為接近9.6公里。而造成1908年通古斯大爆炸的撞擊物體，估計為寬約60公尺的彗星或小行星，質量為4×108 公斤。
根據估計，一個寬120公尺的物體，若以高速撞擊海面，將激起巨大的海嘯。科學家目前在北海週遭地區，尋找當年曾有巨大海浪衝擊沿岸的岩石證據，但仍無所獲。
找不到海嘯的證據，是因為這個區域之前是陸地，有漁民在這個海域找到長毛象的化石，北海以前是陸地，在一萬多年前海水入侵慢慢沉入海底。

## 年代
根據隕石坑的海底平原岩石與沉積層，可用來估計其年代。撞擊事件發生後，撞擊處下方的沉積層會被噴出、重新散佈，而撞擊之後沉積的地層，則不會呈現被擾亂的狀態。在菲利普·艾倫與西蒙·斯圖爾特的研究中，他們認為銀坑隕石坑將該地的白堊紀黏土層與侏羅紀頁岩層撞擊、噴出，後由第三紀的沉積層覆蓋。白堊紀結束於6,500萬年前，但根據鑿孔挖出的岩蕊，銀坑隕石坑缺乏最下層的第三紀地層。因此銀坑隕石坑最初被估計年代為6,500萬到6,000萬年前。但是，根據菲利普·艾倫與西蒙·斯圖爾特的更詳細地震學資料，其年代估計為約7,400萬到4,500萬年前，時當白堊紀晚期到始新世。 
利用地層學的方法來估計隕石坑的年代有其爭議，加上約翰·R·昂德希爾對隕石坑的成因提出異議。其他可能的估計方式包含：估計噴出物質的年代（例如玻璃隕石）、估計海嘯沉積物（可能位於北海海盆某處，未被發現）的年代。若尋找到這些證據，可以加強撞擊理論。兩個位於北海的油井，位置就在同心圓環上，其挖出的岩石樣本正在研究中。若從中央尖峰挖出岩石樣本，也可用來確定隕石坑的形成理論。在此之前，科學家仍無法確認其為撞擊地形。

## 多重撞擊理論

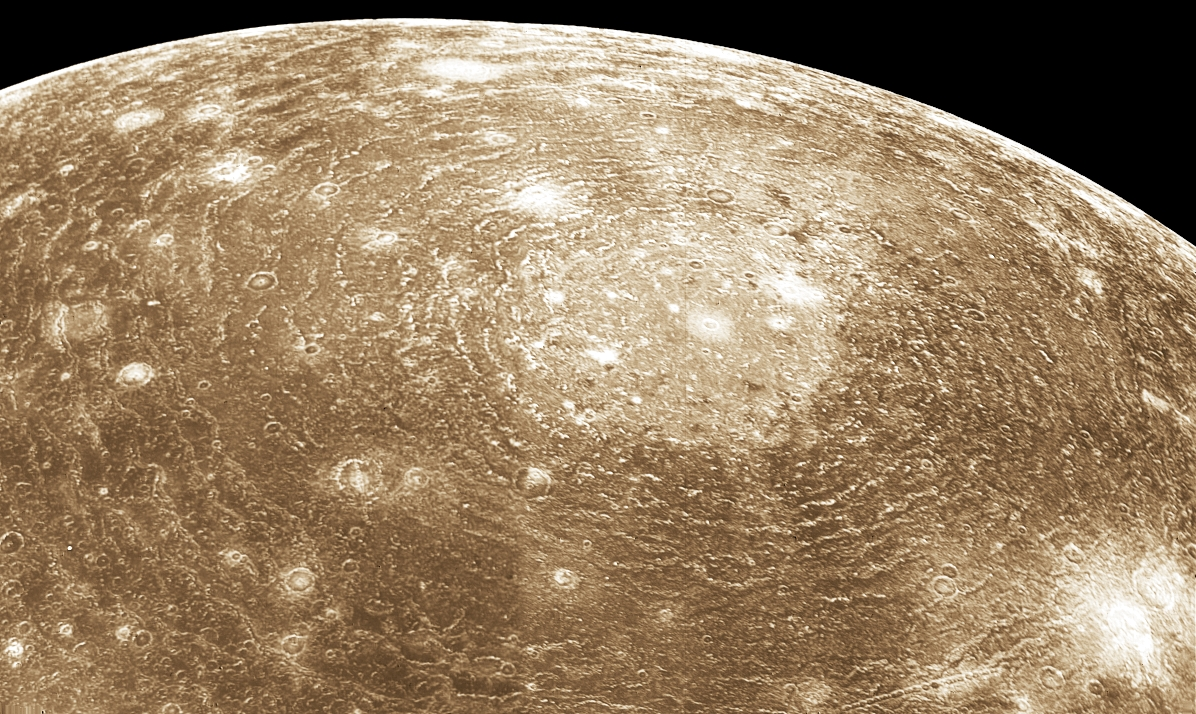
銀坑隕石坑的多重環狀結構，類似木衛四（Callisto）的瓦爾哈拉撞擊坑（Valhalla）

早期對於銀坑隕石坑的年代估計，多在6,500萬到6,000萬年前，與希克蘇魯伯隕石坑的年代重疊，希克蘇魯伯隕石坑形成於約6,500萬年前，可能是恐龍滅絕的主因。目前已發現數個年代相近的大型隕石坑，都介於北緯20度到70度之間，導致科學家提出當時曾有數個物體撞擊地球的理論。
在1994年，舒梅克－李維九號彗星分裂成多塊碎片撞擊木星，顯示行星重力场的潮汐力可使彗星分裂成碎片，而這些碎片會在數日之內連續撞擊行星。當彗星運行至氣態巨行星周圍時，經常受到氣體行星的重力拉扯影響，而太陽系過去極可能發生過類似的事件。
在6,500萬年前，地球可能發生過這種多重撞擊事件，但理論的證據並不充足。而某些可能隕石坑的年代，誤差值有數百萬年之久。其中，銀坑隕石坑的年代大約在7,400萬到4,500萬之間，使這個理論的可能性降低。